# T-84
T-84 je hlavní bojový tank ukrajinské výroby vycházející ze sovětského modelu T-80. První prototyp byl zkonstruován v roce 1994 a o pět let později byl model zařazen do výzbroje ukrajinské armády. Na rozdíl od klasické verze tanku T-80 má T-84 dieselový pohon (podobně jako T-80UD). Poměr výkonu k hmotnosti (26k/t) dělá z tohoto tanku jeden z nejrychlejších na světě. Na původní model navazuje typ T-84 Oplot s vylepšenou věží. První kusy byly zařazeny do výzbroje v roce 2001. Další modifikací vznikl typ T-84-120-Jatagan a je určen především pro export. Kanón je přizpůsoben na klasickou ráži NATO (120 mm) a je schopen odpalovat i řízené střely.

## Charakteristika

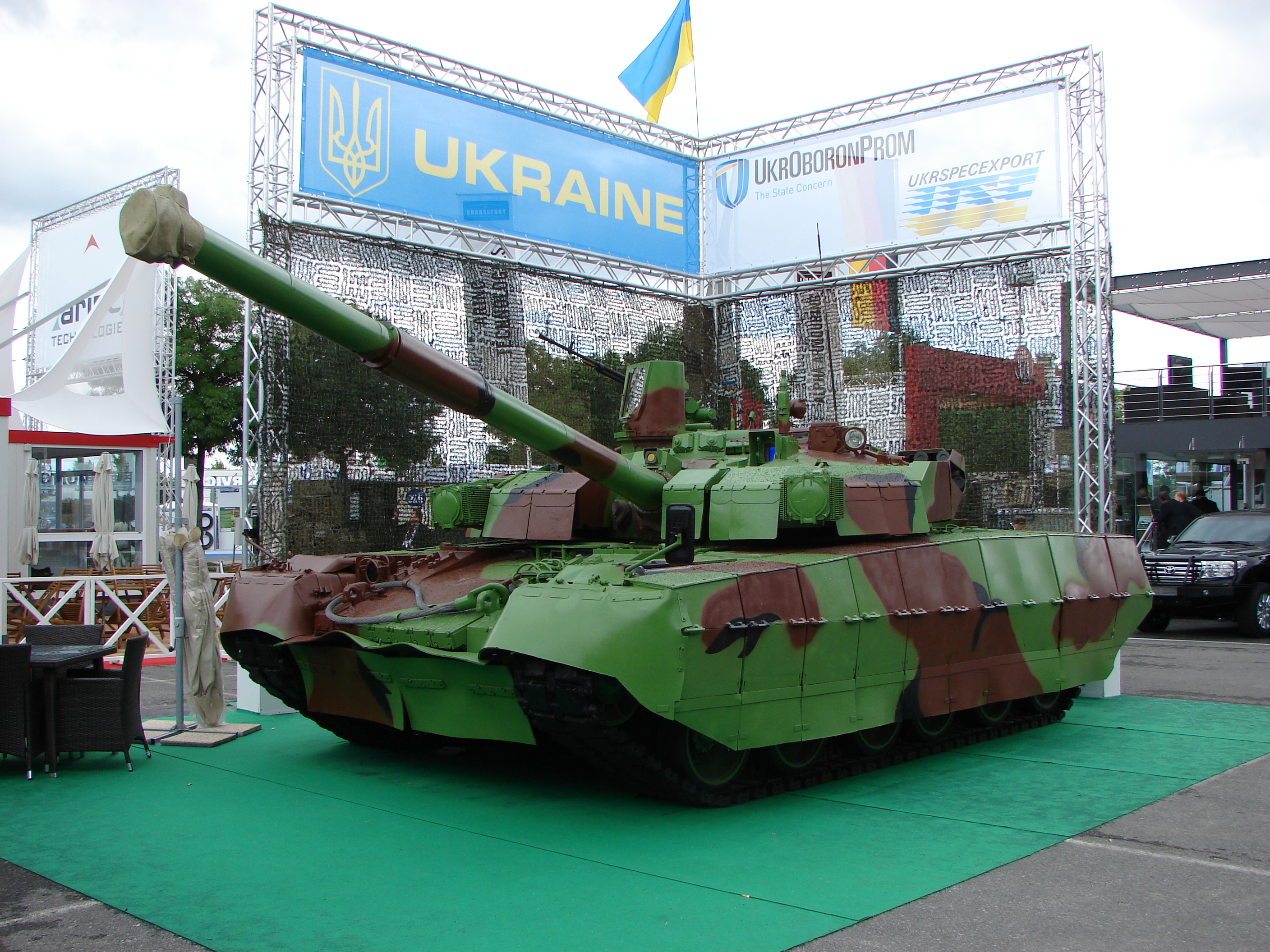
T-84 BM Oplot vystavený na Eurosatory.

Tank T-84 vznikl v závodě KMDB v Charkově. Hlavním hnacím motorem vývoje vlastního tanku byla snaha osamostatnit se od ruských zbrojních podniků. To bylo nutné nejen kvůli domácím potřebám, ale i kvůli exportu, protože závislost na ruských dodavatelích značně zpozdila dodávky tanků T-80UD do Pákistánu. Hlavním rozdílem umožňujícím rozlišení tanků T-80 a T-84 je svařovaná věž u T-84, na rozdíl od litých věží typických pro sovětskou konstrukční školu (kam patří i T-80).
Jak již bylo zmíněno, T-84 nabízí výborný poměr výkon/hmotnost dosahující 26k/t. Pro srovnání, tank T-72 má poměr 18k/t a moderní ruský tank T-90 22 k/t. Díky této vlastnosti si T-84 vysloužil přívlastek "létající tank". T-84 je schopen působit v extrémních klimatických podmínkách (od -40 °C do 55 °C), přičemž posádka se nachází v klimatizovaném prostoru.

## Varianty
- T-84: modernizovaná verze T-80UD s ochranným systémem Štora-1 a motorem 6TD-2 s výkonem 1 200 k
- T-84U: vylepšené pancéřování (reaktivní pancéřování Kontakt-5), pomocná pohonná jednotka, satelitní navigace, termovize, laserový dálkoměr a další.
- T-84 Oplot: nová verze s vylepšenou věží, oddělená zásoba munice od posádky a vylepšený systém nabíjení
- T-84-120 Jatagan: původně určen pro potřeby turecké armády, kanón vyměněn za typ ráže 120 mm schopný odpalovat upravené protitankové rakety 9M119 Reflex (v označení NATO AT-11 Sniper) a několika dalšími vylepšeními včetně nového systému řízení palby a spojení
- T-84 Oplot-M: nejnovější a nejmodernější verze s vylepšeným pancéřováním a systémem ochrany
- BREM-84: vyprošťovací vozidlo
- BMU-84: mostní tank
- BTMP-84: těžké bojové vozidlo pěchoty pro pětičlenný výsadek

## Uživatelé
Ukrajina
- Ukrajinské pozemní síly

 Thajsko
- Královská thajská armáda (49 kusů T-84 Oplot)[1]